# Ťia-ling-ťiang
Ťia-ling-ťiang (čínsky znaky 嘉陵江) je řeka v ČLR (S’-čchuan, Čchung-čching). Je 1119 km dlouhá. Povodí má rozlohu 160 000 km².

## Průběh toku
Pramení na jižních svazích horského hřbetu Čchin-ling a protíná Sečuánskou kotlinu. Ústí zleva do Jang-c’-ťiangu u města Čchung-čching.

### Přítoky
- zprava – Paj-lung-ťiang, Fu-ťiang
- zleva – Čchü-ťiang

## Vodní režim
Průměrný průtok vody činí přibližně 2100 m³/s a maximální přibližně 33 000 m³/s. V létě dosahuje nejvyšších stavů a hladina se může při povodních zvedat o 10 až 20 m. Unáší mnoho pevných částic.

## Využití
Využívá se na zavlažování. Leží na ní města Kuan-jüan, Nan-čchung (začátek vodní dopravy), Che-čchuan, Pej-pchej a při ústí Čchung-čching.